# Роланд Раформе
Роланд Раформе (англ. Roland Raforme; 3 листопада 1966) — сейшельський боксер, призер Всеафриканських ігор.

## Аматорська кар'єра
1991 року на Всеафриканських іграх завоював бронзову медаль у ваговій категорії до 81 кг.
На Олімпійських іграх 1992 був прапороносцем збірної Сейшельських Островів. У змаганнях здолав Ріка Тімпері (Австралія) і Патріса Ауіссі (Франція), а у чвертьфіналі програв Золтану Берешу (Угорщина).
На Іграх Співдружності 1994 в категорії до 91 кг програв у 1/8 фіналу Стіву Галлінгу (Канада).
1995 року на Всеафриканських іграх вдруге завоював бронзову медаль у категорії до 81 кг.
На чемпіонаті світу 1995 переміг Стіпе Дрвиша (Хорватія) і програв у 1/8 фіналу Ісмаелю Коне (Швеція).
На Олімпійських іграх 1996 програв у першому бою Трою Россу (Канада).
На чемпіонаті світу 1997 програв у першому бою Майку Ганке (Німеччина).
На Іграх Співдружності 1998 в категорії до 91 кг завоював срібну медаль, програвши у фіналі Марку Сіммонсу (Канада).